# Villa Zapakara
Villa Zapakara is een kindermuseum in Paramaribo, Suriname.

## Omschrijving
Geopend in november 2009 aan de Prins Hendrikstraat in Paramaribo, biedt Kindermuseum Villa Zapakara een interactieve tentoonstelling waarin kinderen zelf aan het werk worden gezet. Onder begeleiding brengen de kinderen de tentoonstelling tot leven met verhalen, (rollen)spel en andere activiteiten. Er is naast de tentoonstelling een mediatheek waar boeken en films over kunst en cultuur kunnen worden bekeken, daarnaast worden er workshops en andere culturele activiteiten aangeboden.
De totstandkoming is mede mogelijk gemaakt door de Nederlandse Ambassade in Suriname, het Tropenmuseum Junior in Amsterdam, en sponsoren uit Paramaribo.

## Tentoonstellingen
De eerste interactieve tentoonstelling Paleisgeheimen over de Ashanti in Ghana is door 17.000 kinderen en begeleiders bezocht en de tweede Ster in de Stad over de miljoenenstad Mumbai door ruim 22.000. Later zijn er tentoonstellingen geweest over onder andere China en Brazilië en Suriname.